# Akchal
Akchal (ryska: Акчал) är en ort i Kirgizistan.   Den ligger i oblastet Osj, i den sydvästra delen av landet, 400 km sydväst om huvudstaden Bisjkek. Akchal ligger 1 377 meter över havet och antalet invånare är 2 747.
Terrängen runt Akchal är huvudsakligen kuperad, men söderut är den bergig. Runt Akchal är det ganska tätbefolkat, med 67 invånare per kvadratkilometer. Närmaste större samhälle är Kyzyl-Kija, 14,4 km väster om Akchal. Trakten runt Akchal består i huvudsak av gräsmarker.